# Simsim (Gaza)
Simsim (سمسم), aussi appelé Semsem ou Sumsum, est un village palestinien du sous-district de Gaza, il était situé à 15 km au nord-est de Gaza. Il est expulsé le 12 mai 1948 par les forces du Yichouv puis détruit, pendant la première guerre israélo-arabe, évènement faisant partie de la Nakba,.

## Géographie
Le village était situé à 50 m d'altitude, sur un terrain plat entouré de collines, bien desservi par de multiples routes. Le ouadi Simsim coulait au sud. Sa superficie était de 16 797 dounams, dont 240 en plantations d'agrumes et de bananes, 252 de plantations de terres irriguées, 15 582 de céréales.
Le village, de forme circulaire, se trouvait au croisement de 4 routes. Les ruelles étaient étroites et droites.

## Histoire

### De l’Antiquité aux Croisades
Deux sites archéologiques se trouvent à Simsim ; appelés ar-Ras et Sha'fat al-Mughur. Dans ce dernier site se trouve un cimetière romain aux tombes de pierre taillée. Des céramiques byzantines ont aussi été mises au jour. À l’époque des croisades, le village est appelé Semsem.

### Empire ottoman
Simsim est annexé à l’empire ottoman en 1517 avec le reste de la Palestine, et en 1596 le village fait partie de la nahié (sous-district) de Gaza et la Liwa (district) ou sandjak de Gaza. Il compte 20 foyers musulmans pour une population estimée de 110 habitants. Ils payaient une taxe à un taux fixe de 33,3 % sur les récoltes, dont le blé, l’orge, les fruits, les chèvres et les ruches, pour un total de 6800 akçe. 14/24e des revenus allaient à un waqf, fondation musulmane.
Aux XVIIe et XVIIIe siècles, la région de Simsim connait un processus de recul de la population, à cause de la pression des nomades sur les villages. Les habitants des villages abandonnés se regroupaient dans les villages restants, mais les terres continuaient d’être cultivés par les villages voisins.

### XIXe siècle
En 1838, Simsim est décrit comme village musulman du district de Gaza par Edward Robinson,.
Dans son A Handbook for Travellers in Syria and Palestine (« Guide des voyageurs en Syrie et Palestine », paru en 1858), Josias Leslie Porter décrit le village comme niché au cœur d’un petit bosquet, à quelques centaines de mètres au nord de la route. En juin 1863, Victor Guérin estime la population de Simsim a 600 habitants avec une vingtaine de maisons en ruines. Il est entouré d’oliveraies et de cultures du sésame et du tabac. Un maqam ou ouali, consacré à Neby Danyal, est décoré à l’intérieur de deux colonnes antiques. Une liste de villages ottomanes de 1870 indique 69 maisons et 119 hommes (les femmes et les enfants n’étant pas comptés),.
En 1883, l'enquête du Palestine Exploration Fund décrit Simsim : entouré de jardins, disposant d'un puits, d'une citerne et avec une oliveraie au nord.
Les écrits de Karl Baedeker et de ses compagnons de voyage confirment ces descriptions en 1894, précisant que le tabac et le sésame étaient les principales cultures.

### Période de la Palestine mandataire
De 1915 à 1918, les combats de la campagne du Sinaï et de la Palestine permettent au Royaume-Uni de faire la conquête de la Palestine. La région de Simsim est conquise en octobre 1917 et la Palestine est administrée comme territoire conquis jusqu'en 1923 puis sous l'autorité d'un mandat de la Société des Nations. Au recensement de la Palestine mandataire de 1922 conduit par les autorités britanniques, Semsem a une population de 760 habitants, tous musulmans, qui augmente au recensement de 1931 à 855 musulmans dans les 195 maisons de Sumsum. Une école est créée en 1934 ; à partir de 1947, elle accueille aussi les enfants de Najd.

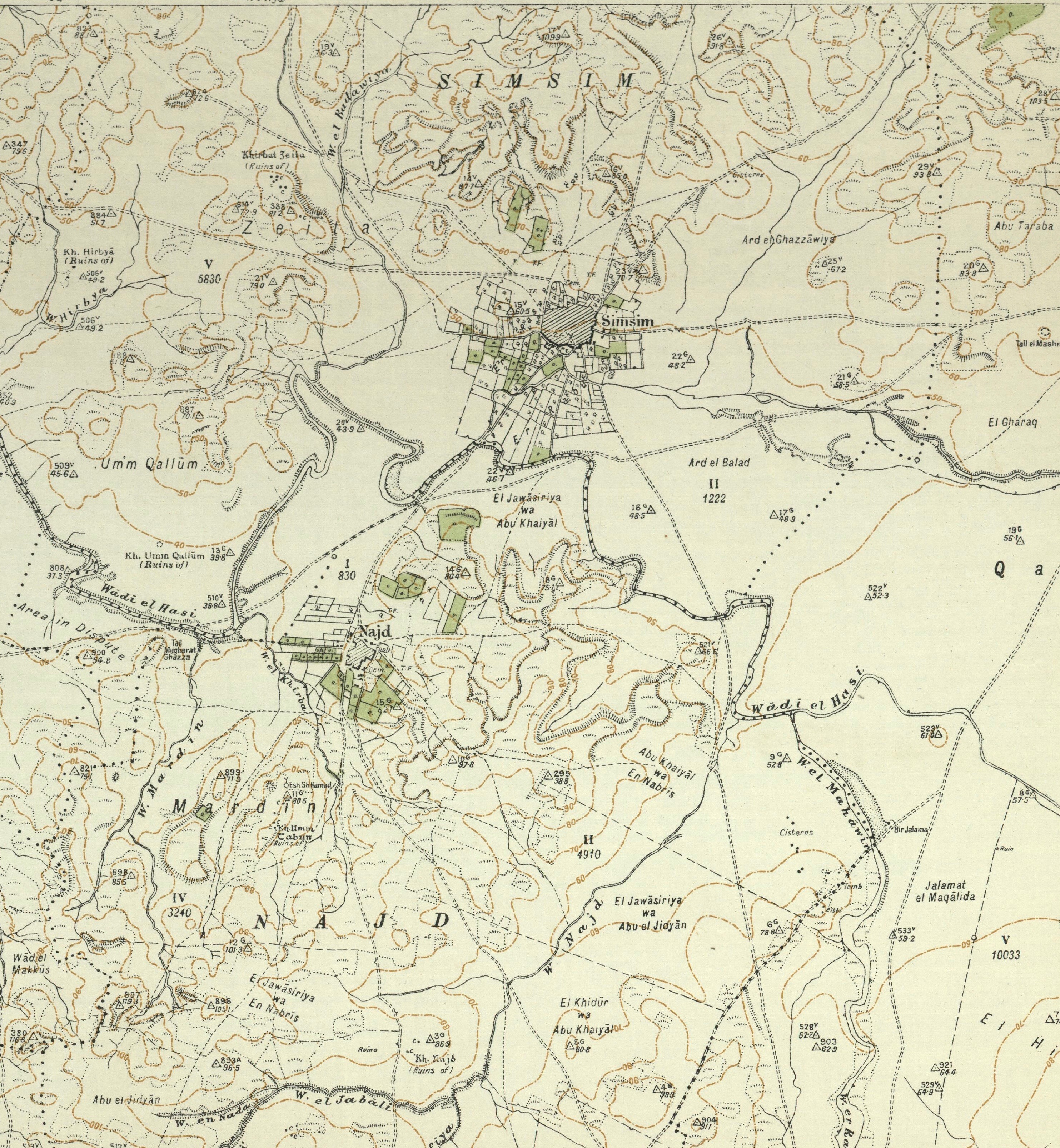
Carte de Simsim en 1931 au 1:20 000.

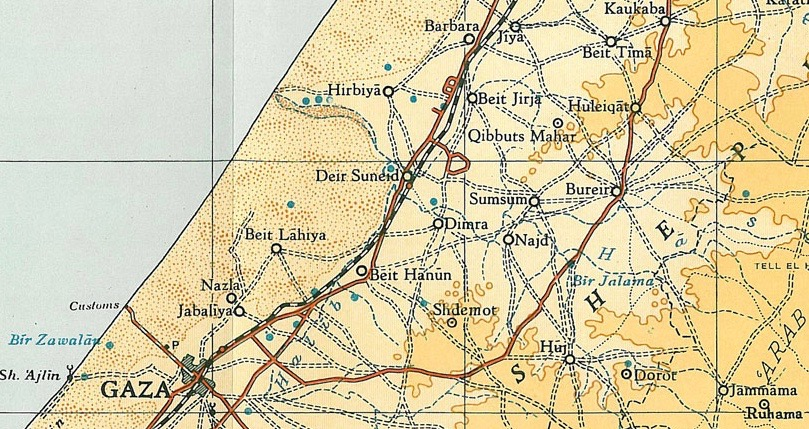
Carte de la région de Simsim en 1945 au 1:250 000.

En 1942, le kibboutz Gvar'am (en) s'installe sur les terres du village. À la veille de la guerre israélo-arabe de 1948, 3386 dounams de terre étaient propriétés juives.
Dans les statistiques de Villages, la population de Sumsum se monte à 1290 musulmans et 70 juif.

### Guerre de 1948 et destruction
Pendant la première guerre israélo-arabe, les habitants de Simsim sont expulsés par les soldats de la brigade HaNeguev les 12–13 mai 1948 au cours de l'Opération Barak. Ils ne trouvent qu'une poignée de vieillards au village. Ils détruisent 5 maisons et préviennent que si les armes du village ne sont pas livrées avant le lendemain, le reste du village serait détruit. Comme les habitants continuèrent de retourner au village pour entretenir leurs cultures ou se réinstaller, une unité de la brigade reçut l'ordre d'expulser les Arabes de Simsim et de Burayr et de brûler leurs réserves et leurs cultures. Selon les rapports de l'armée, les villages sont balayés malgré la résistance passive des habitants de Simsim. Deux rapports mentionnent l'un 5 villageois tués, l'autre, 20. Un puits et les greniers sont démolis à l'explosif. Selon l'historien Saleh Abdel Jawad, un massacre a lieu le 13 mai. Le 9 ou le 10 juin, l'armée israélienne revint à Simsim pour incendier les maisons ; une escarmouche eut lieu avec les Arabes.
Le kibboutz d'Or HaNer, établi en 1957, est installé à un kilomètre au sud de l'emplacement du village, sur les terres de Najd.
En 1992, Walid Khalidi décrit ainsi les restes du village : « Le village a été effacé et ne peut être reconnu que par les sycomores et les cyprès qui subsistent. Une pile de pierre qui peut être les débris d'un bâtiment du village est visible. Le site est clôturé et sert de pâture au bétail. Les terres sont cultivées par des fermiers israéliens. »,.
En 1998, le nombre de réfugiés descendant des habitants de Simsim expulsés en 1948 est estimé à 9190.

## Personnalité notable
- Shaykh Sulayman Abd al-Qadir (Abou Ali), un des leaders de la grande révolte arabe (1936-1939)
- Jamil Majdalawi (en) (1946-), personnalité politique né à Simsim.